# Middlesbrough
Middlesbrough este un oraș și o Autoritate Unitară în regiunea North East England. Pe lângă orașul propriu zis Middlesbrough, în cadrul autorității unitare se mai găsesc încă 7 localități.